# چیس سنتر
چیس سنتر (انگلیسی: Chase Center) یک سالن سرپوشیده در سان فرانسیسکو، ایالات متحده آمریکا است. این سالن که در سال ۲۰۱۹ تأسیس شده ورزشگاه خانگی گلدن استیت واریرز محسوب میشود، همچنین کنسرت‌های موسیقی در چیس سنتر نیز برگزار میشود.

## نگارخانه

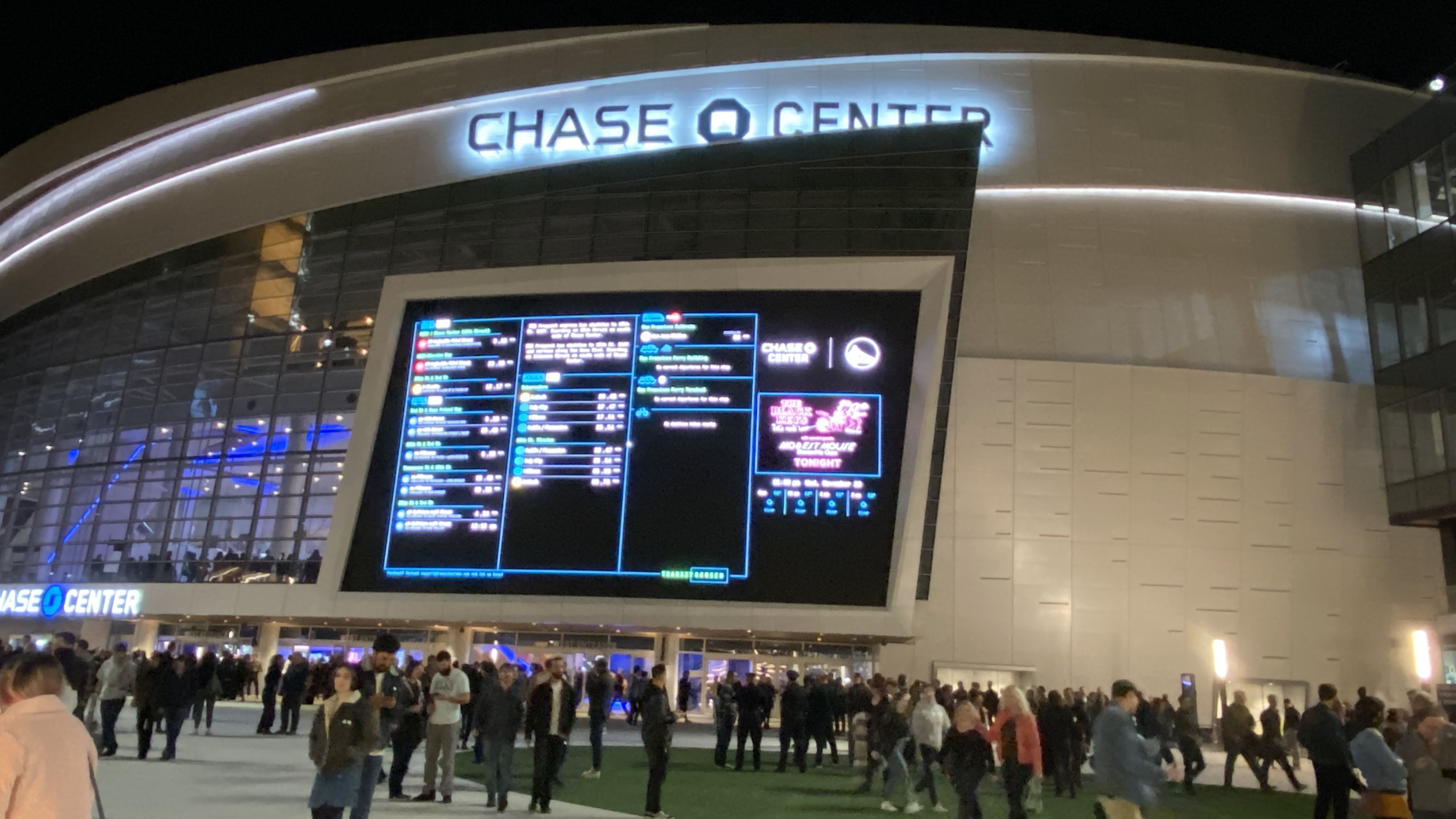
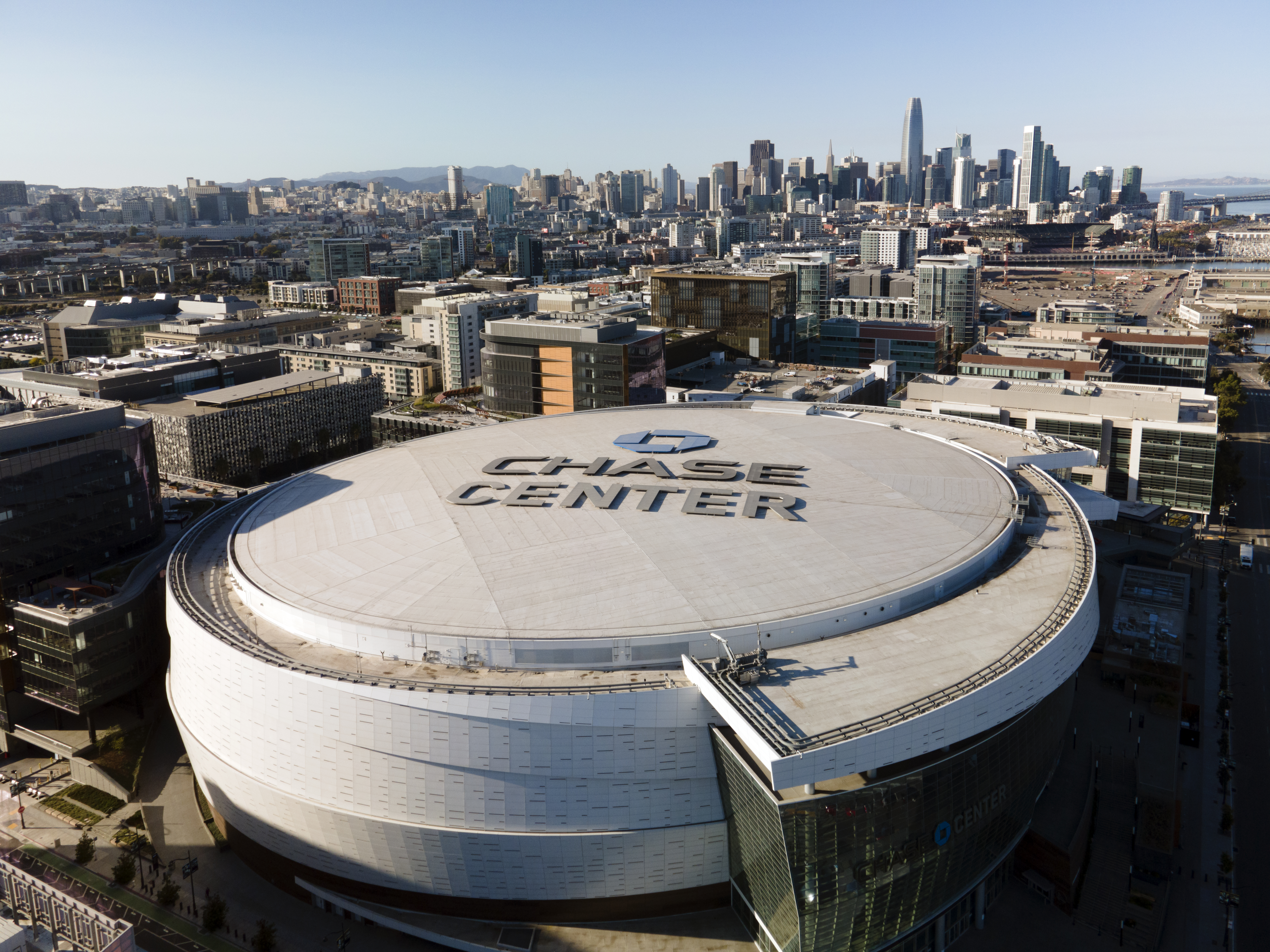
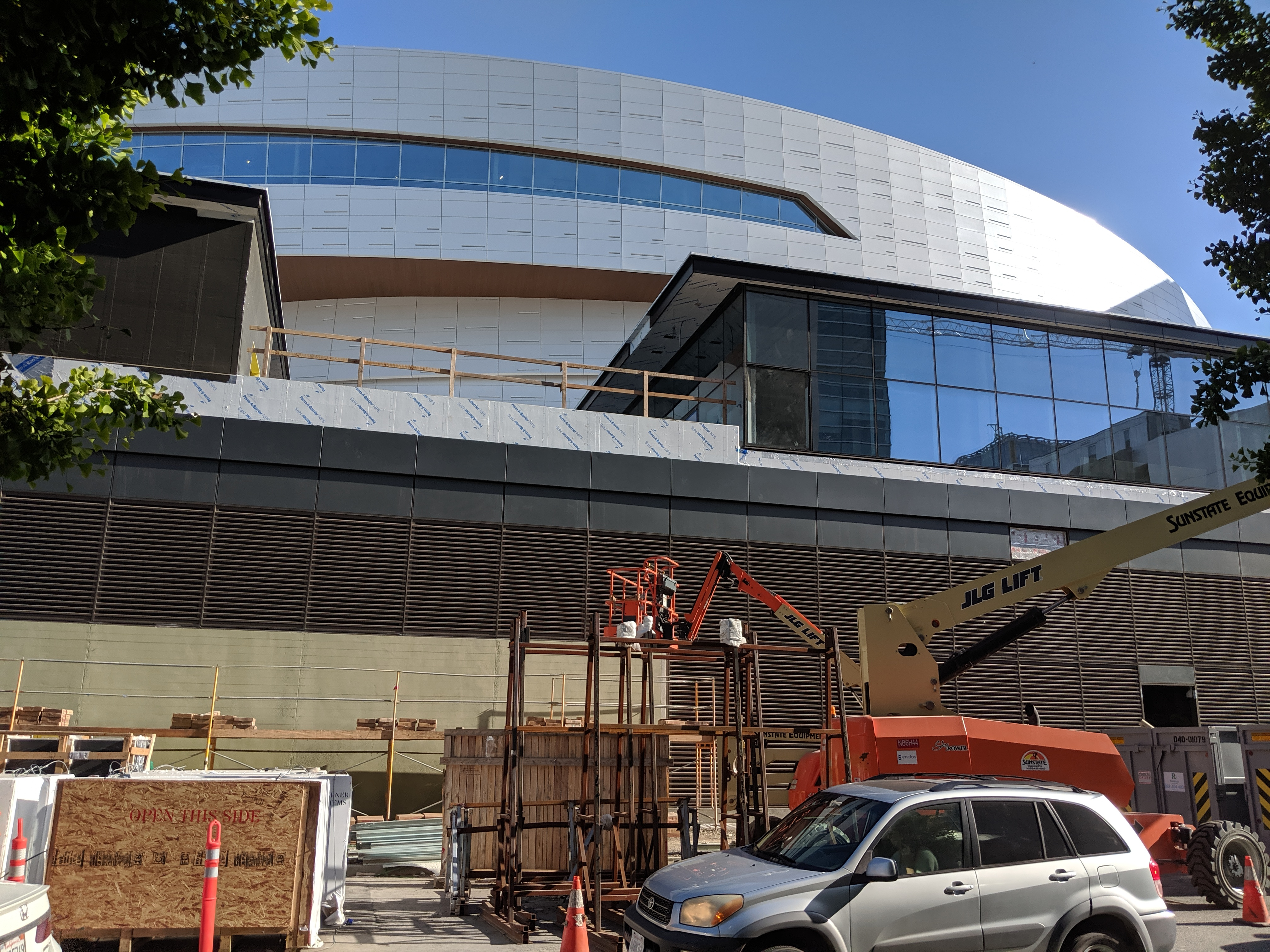
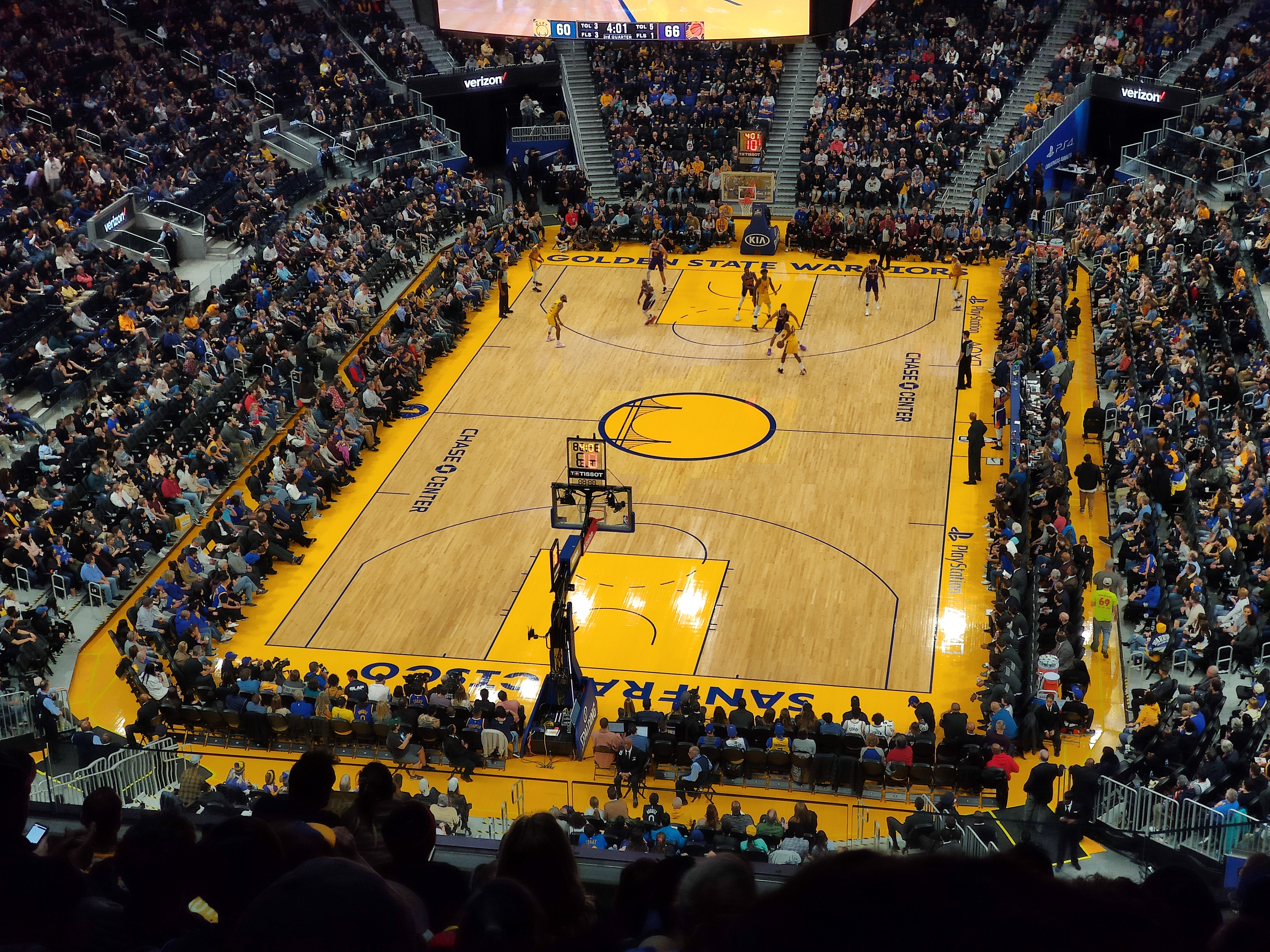
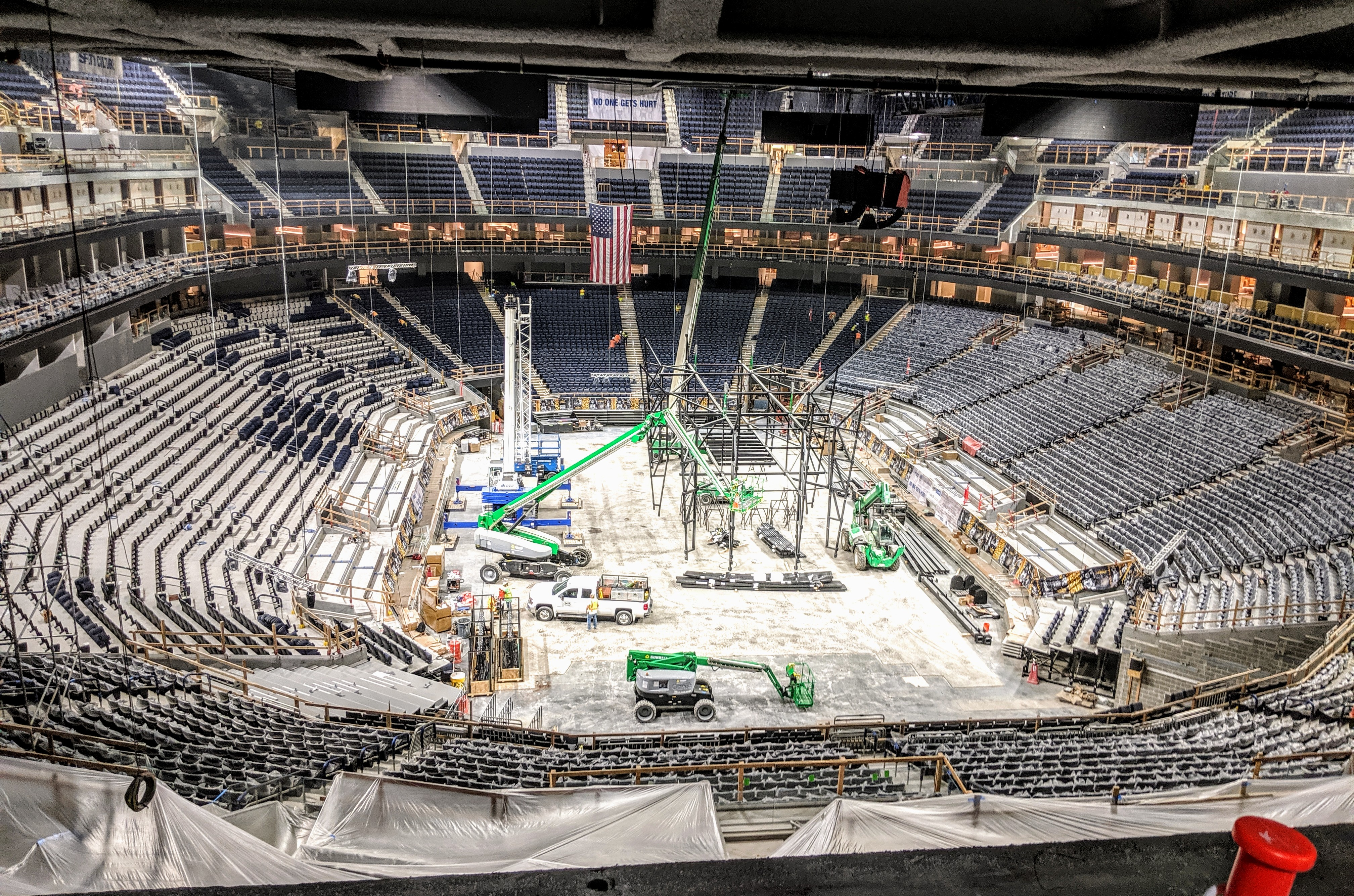